# آنری پوکتال
آنری پوکتال (فرانسوی: Henri Pouctal‎؛ ۱۸۵۶ – ۳ فوریه ۱۹۲۲) کارگردان و هنرپیشه فیلم‌های صامت اهل فرانسه بود. وی بین سال‌های ۱۹۰۸ تا ۱۹۲۲ حدود ۱۰۰ فیلم را کارگردانی کرد.